# Stosswihr
Stosswihr (deutsch Stoßweier, elsässisch Stooswihr) ist eine französische Gemeinde mit 1328 Einwohnern (Stand 1. Januar 2022) im Département Haut-Rhin in der Region Grand Est (bis 2015 Elsass). Sie ist Mitglied der Communauté de communes de la Vallée de Munster.

## Geografie

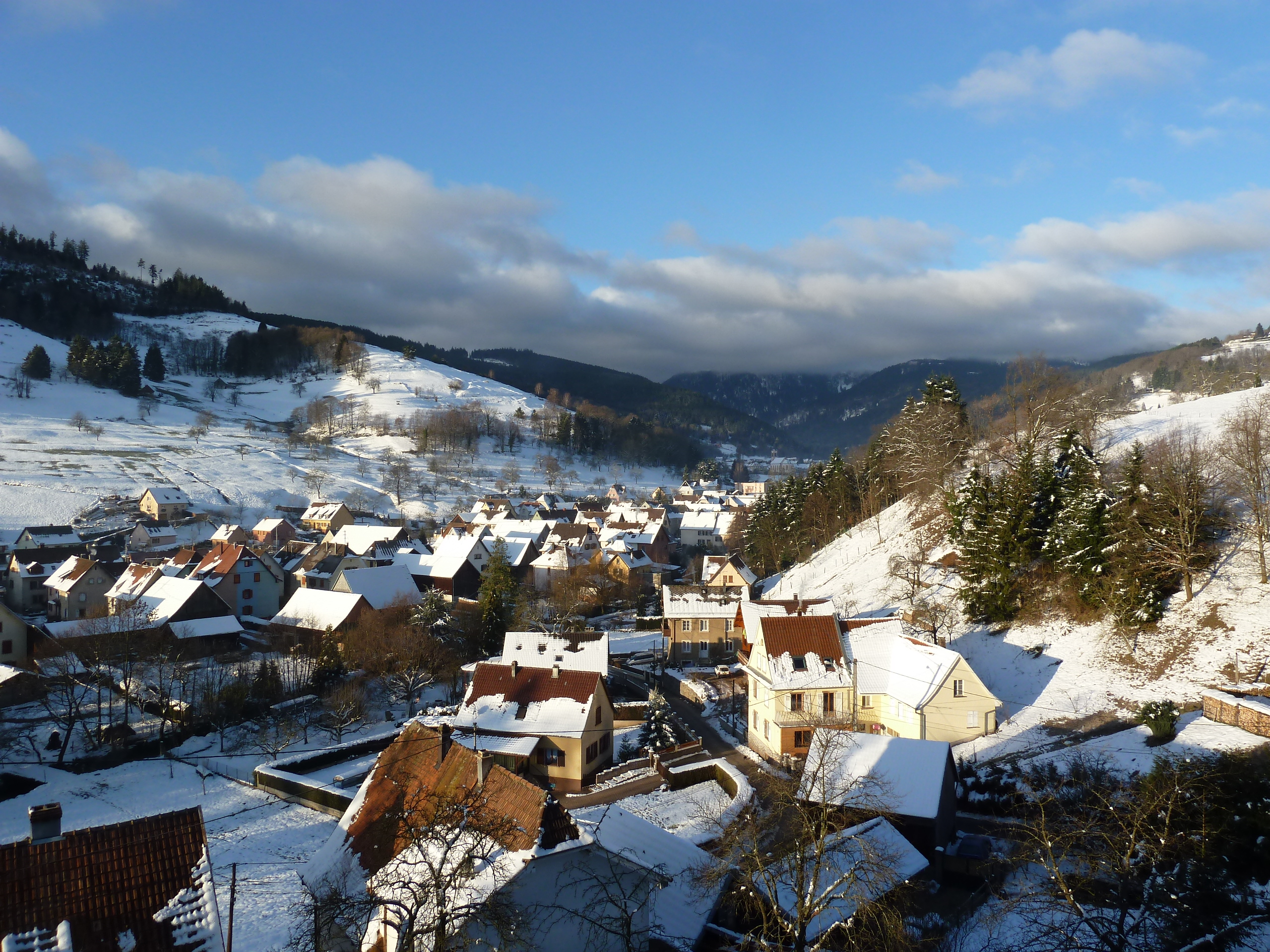
Stosswihr im Winter

Das Dorf liegt in den Vogesen, im Vallée de la Petite Fecht, einem Seitental des Vallée de Munster, etwa 20 Kilometer von Colmar im Osten und 25 Kilometer von Gérardmer im Westen entfernt. Stosswihr liegt auch im Kern des Regionalen Naturparks Ballons des Vosges (französisch Parc naturel régional des Ballons des Vosges).

## Geschichte
In einem Dokument aus dem Jahr 783 wurde das Dorf unter dem Namen Stozzeswillars zum ersten Mal erwähnt.
Stoßweier kam während des Dreißigjährigen Krieges zum Elsass. Von 1871 bis zum Ende des Ersten Weltkrieges gehörte Stoßweier als Teil des Reichslandes Elsaß-Lothringen zum Deutschen Reich und war dem Kreis Colmar im Bezirk Oberelsaß zugeordnet.
Im Februar 1915, während des Ersten Weltkriegs, wurde die Talschaft durch die Invasion deutscher Truppen stark in Mitleidenschaft gezogen. Mit dem Wiederaufbau wurde 1920 begonnen.

### Bevölkerungsentwicklung

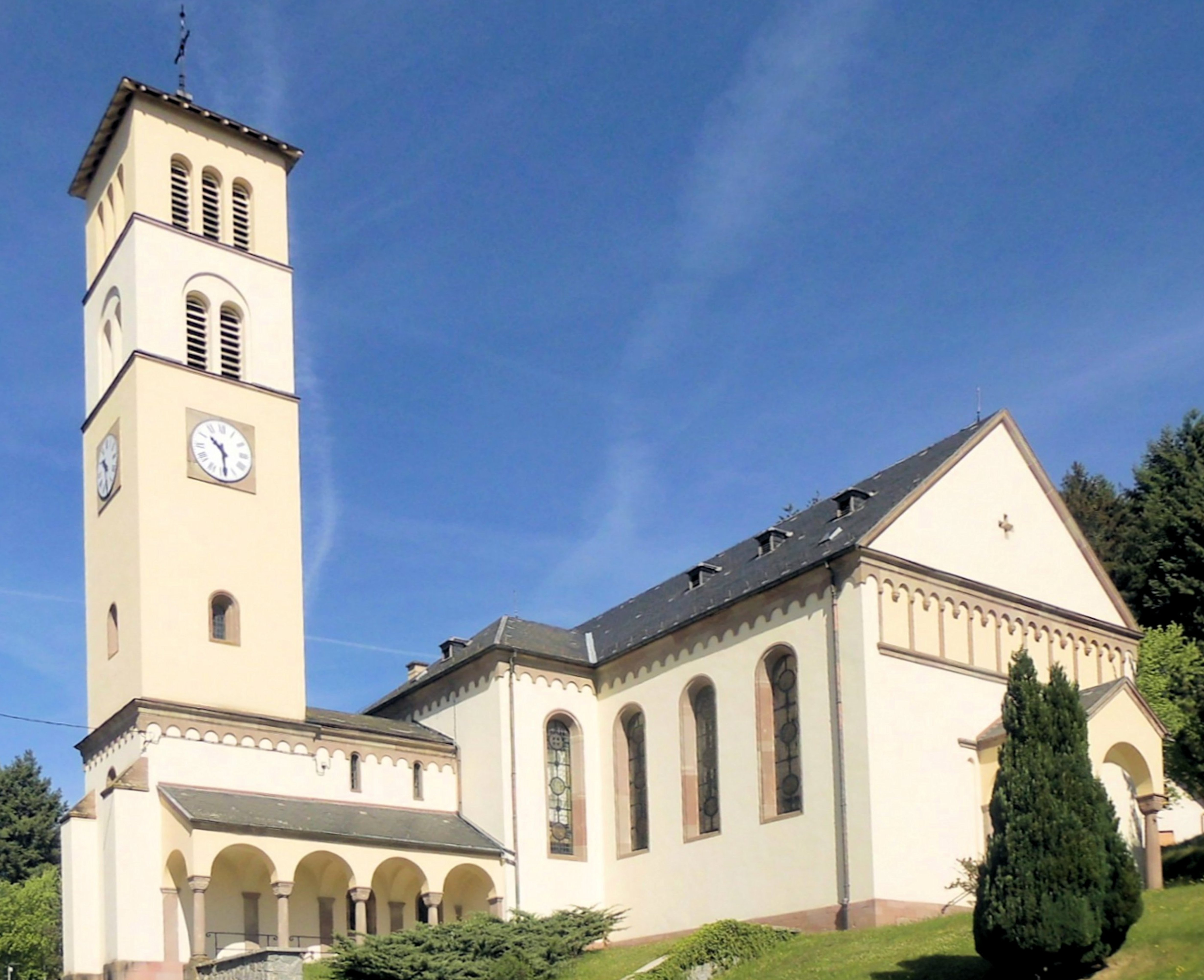
Protestantische Kirche Stosswihr

| Jahr      | 1910 | 1962 | 1968 | 1975 | 1982 | 1990 | 1999 | 2008 | 2019 |
| Einwohner | 1786 | 1377 | 1312 | 1306 | 1264 | 1276 | 1305 | 1407 | 1349 |

## Gemeindepartnerschaften
Seit 2003 unterhält Stosswihr eine Partnerschaft mit der deutschen Gemeinde Gutach (Schwarzwaldbahn) in Baden-Württemberg.